# Alice Kinsella
Alice Kinsella (Basildon, 13 de março de 2001) é uma ginasta artística britânica, medalhista olímpica.

## Carreira
Kinsella participou dos Jogos Olímpicos de Verão de 2020 em Tóquio, onde participou da prova por equipes feminina, conquistando a medalha de bronze após finalizar a série com 164.096 pontos ao lado de Jennifer Gadirova, Jessica Gadirova e Amelie Morgan.